# COMSUBIN

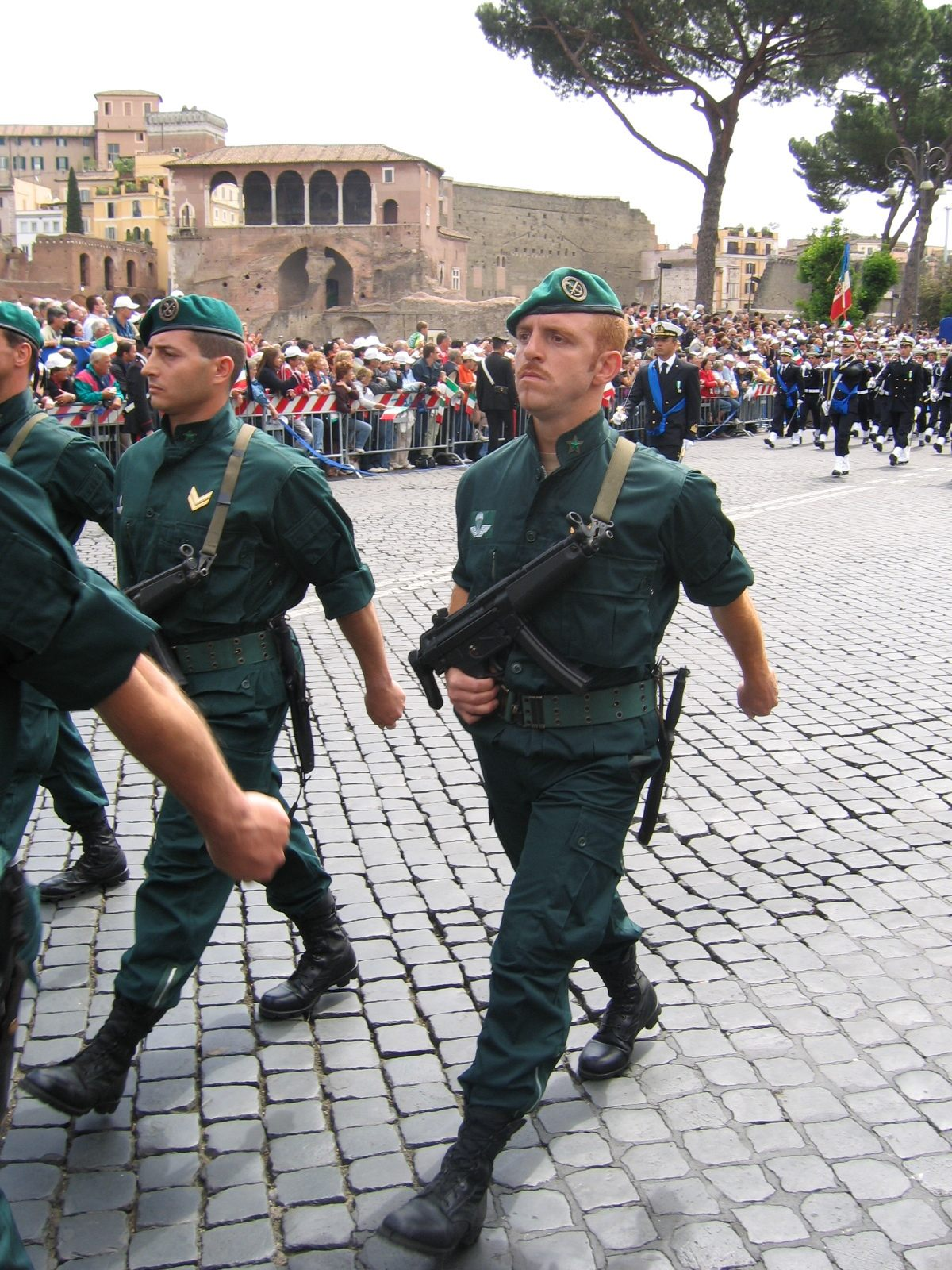
COMSUBIN隊員

COMSUBIN（Comando Subacquei ed Incursori：潜水奇襲攻撃部隊）とは、イタリア海軍所属の特殊作戦部隊である。

## 概要
部隊創設は1952年と古く、人間魚雷を開発したテセオ・テセイに因む。
COMSUBINは、イタリア海軍の精鋭海兵部隊であるサンマルコ海軍歩兵大隊から選抜された約700名ほどの隊員で構成され、部隊本部と3個作戦部隊（GOI、GOS、GNS）と2個作戦支援部隊（教育部隊、装備開発部隊）から成っており、任務としては他国海軍特殊作戦部隊同様、対海上テロ（MCT）や沿岸での情報偵察及び破壊工作など多岐に渡る。特に陸戦能力が非常に高く、沿岸での情報偵察は勿論、敵施設に対する奇襲破壊工作やゲリラ戦工作能力に長けている。
能力的には、海軍系特殊作戦部隊としてトップレベルに君臨するイギリス海兵隊SBSやアメリカ海軍Navy SEALsに匹敵する。そのためか、これらの特殊作戦部隊と年に数回合同訓練を行っている。
部隊識別帽はエメラルド色のベレー帽である。

## 装備

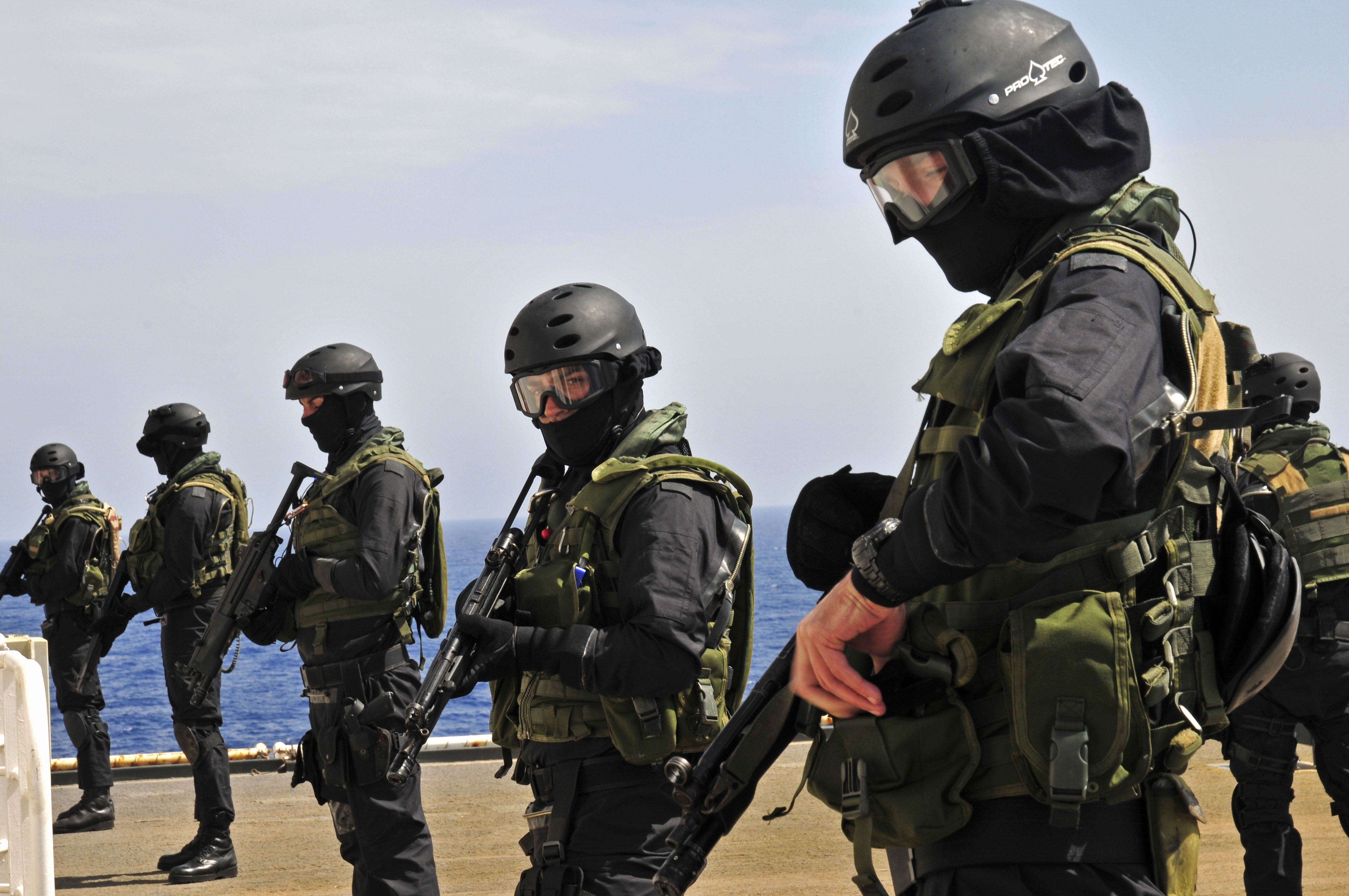
突入装備のCOMSUBIN隊員

- ベレッタM92
- グロック17
- H&K P11
- H&K MP5
- H&K MP7
- ベレッタ M12
- M4カービン
- H&K HK416
- ベレッタAR70/90
- H&K G41